# Przełęcz Goprowska
Przełęcz Goprowska (1160 m) (daw. Rowiń Jackowa, Przełęcz Tarnicka) – położona w Bieszczadach Zachodnich.
Jest głębokim siodłem w centralnej części gniazda Tarnicy i Halicza położonym pomiędzy Krzemieniem (1335 m) a Tarniczką (1315 m), w grzbiecie o przebiegu NE–SW. Sama przełęcz to szerokie wypłaszczenie porośnięte połoniną, jednak opadające na nią odcinki grzbietu są – szczególnie od strony Krzemienia – nachylone dość stromo. W pobliżu znajdują się źródła dwóch potoków spływające do podchodzących pod przełęcz dolin. Na południe od siodła położone jest źródło potoku określanego według różnych źródeł jako Wołosatka lub jej prawobrzeżny dopływ, natomiast po przeciwnej stronie początek bierze prawy dopływ Terebowca, którego źródło leży na stoku Tarniczki (kilkaset metrów na południowy zachód).

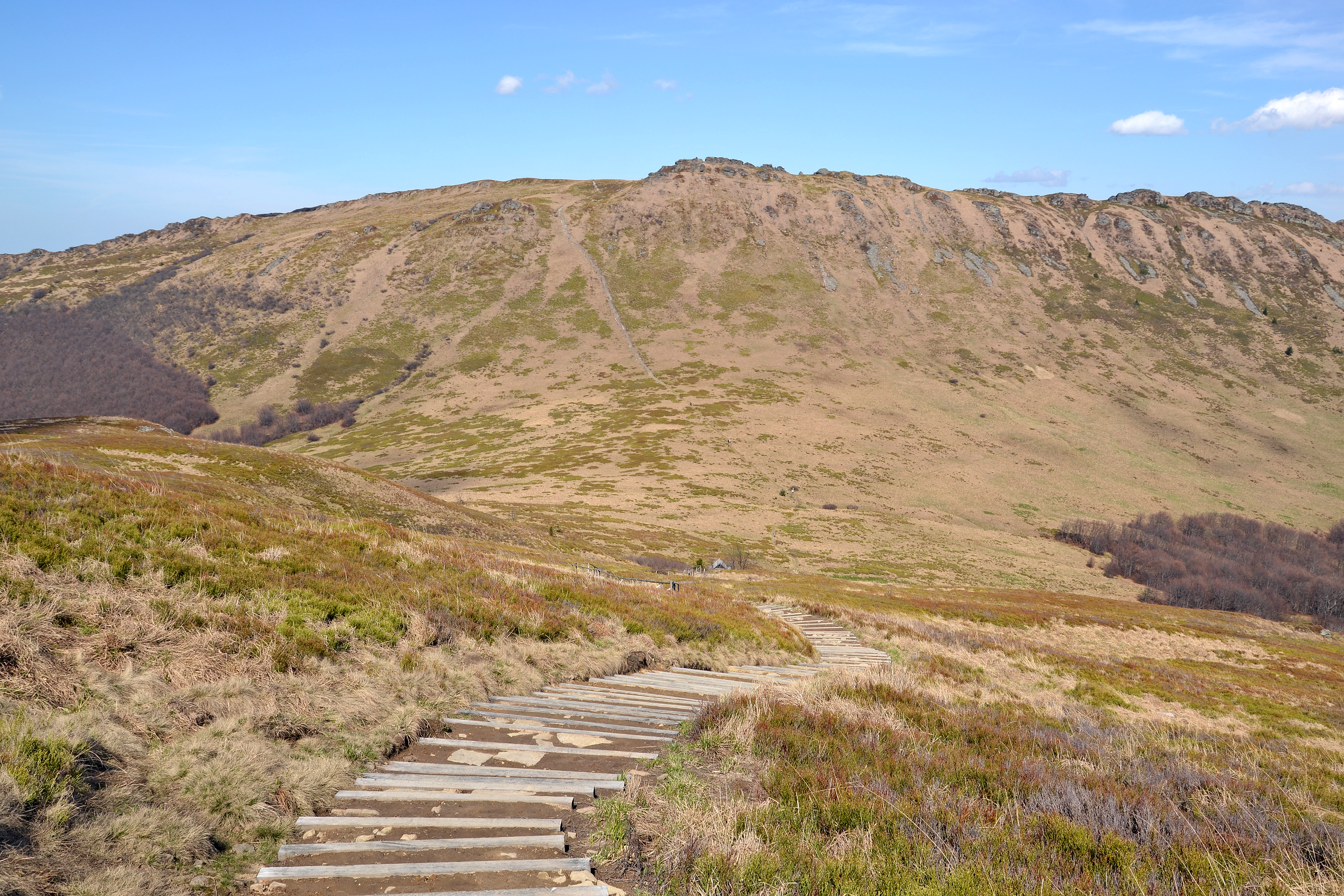
Widok na Przełęcz Goprowską i Krzemień
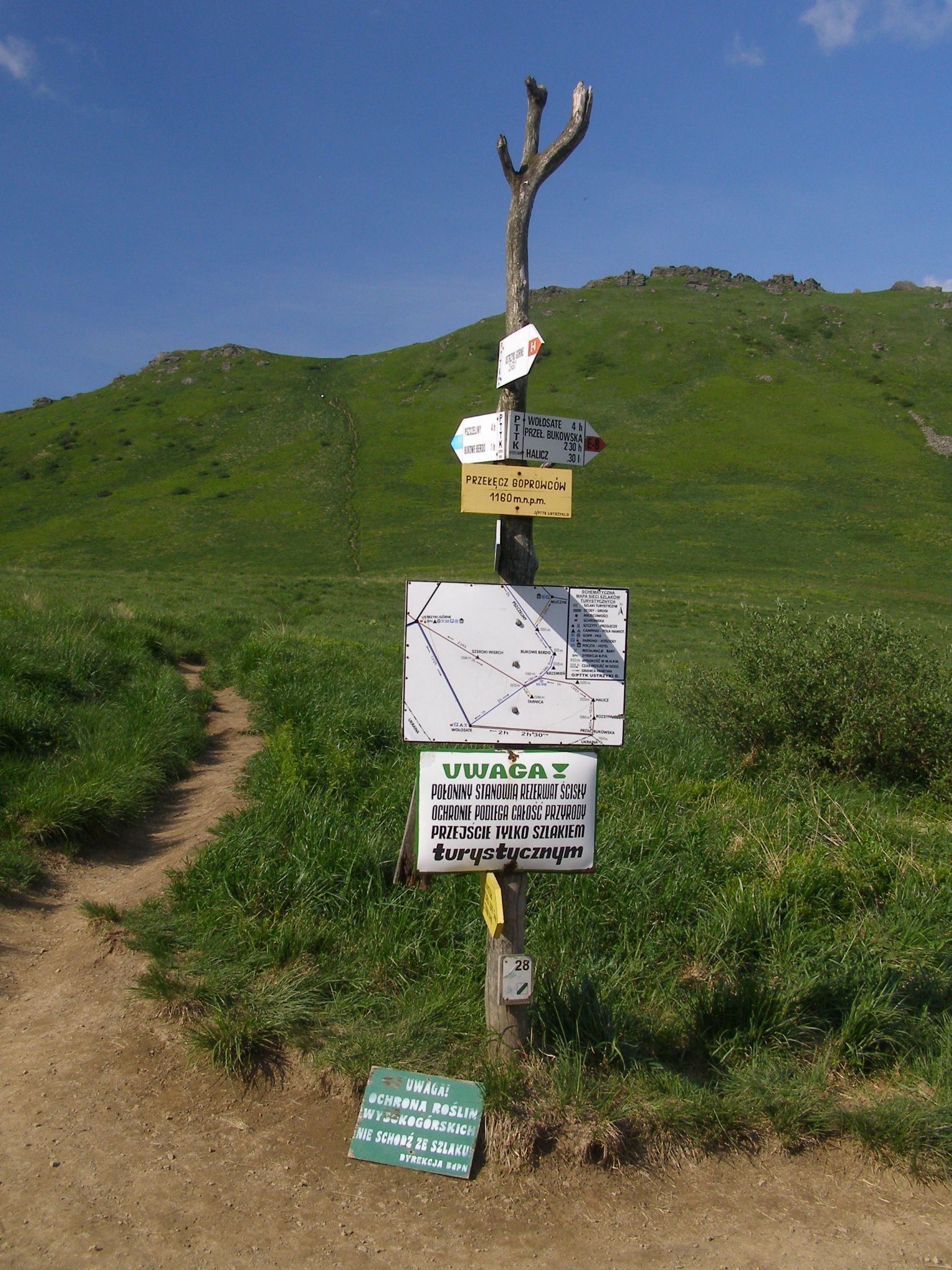
Na przełęczy
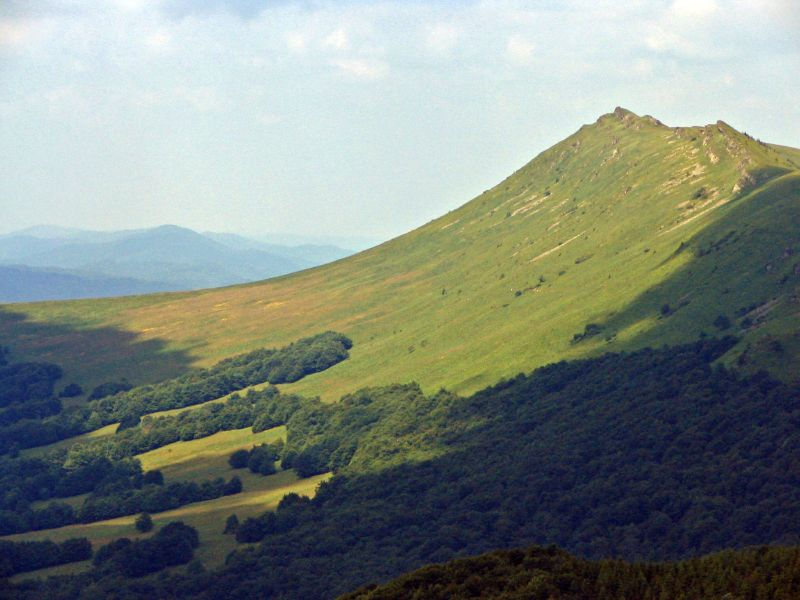
Krzemień, po lewej Przełęcz Goprowska

Pod przełęczą, przy źródle dopływu Wołosatki, na granicy lasu w sezonie letnim (lipiec–sierpień) działał posterunek GOPR w formie namiotu. Od niego pochodzi używana obecnie nazwa miejsca, obowiązująca od 1 stycznia 2009 roku. Od roku 2010 posterunek już nie funkcjonuje, czego przyczyną jest brak funduszy, ale również mniej wypadków w tym rejonie oraz większa mobilność ratowników.

## Piesze szlaki turystyczne
Główny Szlak Beskidzki Ustrzyki Górne – Szeroki Wierch – Przełęcz pod Tarnicą – Przełęcz Goprowska – Halicz:
- z Ustrzyk Górnych 3.15 h (↓ 2.40 h), z Przełęczy pod Tarnicą 0.15 h (z powr. 0.25 h)
- z Halicza 0.50 h (z powr. 1.20 h)

 szlak niebieski Wołosate – Przełęcz pod Tarnicą – Przełęcz Goprowska – Krzemień – Bukowe Berdo:
- z Wołosatego 2.15 h (↓ 1.35 h)
- z Bukowego Berda (wierzchołek 1201 m n.p.m.) 1.15 h (z powr. 1.45 h)

Pomiędzy Przełęczą pod Tarnicą a Przełęczą Goprowską oba szlaki przebiegają razem.
Tuż nad przełęczą, przy szlaku biegnącym w kierunku Tarnicy, w otoczeniu kilku niskich drzew, znajduje się wiata turystyczna ze stołem i ławami.